# Cyperus majungensis
Cyperus majungensis là loài thực vật có hoa trong họ Cói. Loài này được Cherm. mô tả khoa học đầu tiên năm 1920 publ. 1921.